# 周冕 (清朝)
周冕（1831年—20世纪），字少逸，号诚惠，浙江嘉兴府人，清朝官員。

## 生平
生于清道光十一年（1831年），早年為候补道员。光绪二十年（1894年），被派往奉天（今辽宁省）、黑龙江办理电报线路工程。光绪二十六年（1900年），在俄國军队的威胁下，作为盛京将军增祺的代表與俄國代表私訂《奉天交地暂且章程》。